# Micranthes tempestiva
Micranthes tempestiva är en stenbräckeväxtart som först beskrevs av Elvander och Denton, och fick sitt nu gällande namn av Luc Brouillet och Gornall. Micranthes tempestiva ingår i släktet rosettbräckor, och familjen stenbräckeväxter. Inga underarter finns listade i Catalogue of Life.